# مسیر پیمایش

نمایش مسیر یک گلولهٔ شلیک‌شده به سوی یک هدف که در
سر بالایی قرار دارد.

یک مسیر پیمایش یا مسیر پرتاب (به انگلیسی: Trajectory)، مسیری است که جسم در حال حرکت در فضا به عنوان تابعی از زمان آن را می‌پیماید. جسم ممکن است یک پرتابه یا یک ماهواره باشد. به عنوان مثال، مسیر پیمایش می‌تواند مدار، یا مسیر به سوی یک سیاره، یک سیارک، یا یک دنباله‌دارِ در حال طی مسیر خود در اطراف جرم مرکزی خود باشد. یک مسیر پیمایش می‌تواند از راه ریاضی، با محاسبهٔ هندسهٔ مسیر، یا به عنوان موقعیت جسم در طول زمان تعریف شود.
در تئوری کنترل، مسیر پیمایش مجموعه‌ای از فازهای دینامیک یک سیستم پویا با ترتیب زمانی (گام به گام) آنها است. در ریاضیات گسسته، یک مسیر توالی اندازه‌های محاسبه‌شدهٔ {\displaystyle (f^{k}(x))_{k\in \mathbb {N} }} با تکرار {\displaystyle f} به عنوان تابعی از {\displaystyle x} در مبدأ در ترسیم آن‌است.